# Crash Bandicoot (personage)
Crash Bandicoot is een personage in de Crash Bandicoot-serie van computerspellen. Het personage verscheen voor het eerst in het gelijknamige spel Crash Bandicoot uit 1996.

## Personage
Crash Bandicoot is een gemuteerde Tasmaanse buideldas die door de kwaadaardige Doctor Neo Cortex genetisch versterkt werd. Crash wist te ontsnappen uit Cortex zijn kasteel en sindsdien probeert hij de kwade plannen van Cortex te stoppen.
Crash heeft een aantal aanvalsmogelijkheden, waarvan de meest opvallende een draaiende tornado-aanval is waarmee hij alle vijanden wegvaagt. In latere spellen krijgt hij meerdere aanvallen tot zijn beschikking om eindbazen te verslaan.
Sony had midden jaren 1990 nog geen bestaande mascotte, en Crash werd ontworpen als het gezicht voor de Sony PlayStation om te kunnen concurreren met Nintendo's Mario en Sega's Sonic the Hedgehog. Als tijdelijke naam gebruikte men "Willie the Wombat". In het eindmodel bevat Crash 512 polygonen.
Crash werd genoemd als een bekend en iconisch computerspelpersonage.

## In andere spellen
Crash Bandicoot verscheen ook in andere spellen als speelbaar personage, zoals in Skylanders: Imaginators en in de animatieserie Skylanders Academy.